# Ráncoskalapú pókhálósgomba
A ráncoskalapú pókhálósgomba (Cortinarius elatior) a pókhálósgombafélék családjába tartozó, az északi féltekén elterjedt, lomberdőkben élő, ehető gombafaj. 

## Megjelenése
A ráncoskalapú pókhálósgomba kalapja 4-10 (15) cm széles, fiatalon harang alakú, később kiterül, de púpja még így is megmarad. Felszínén feltűnően mély, széles ráncok, redők húzódnak a szélétől befelé. Nedvesen nyálkás. Színe a peremén egészen halvány szalmasárga, csúcsa felé sötétebb okkerbarna, gyenge lilás árnyalattal.
Húsa fehéres vagy halvány okkersárga. Íze enyhe; szaga gyenge, mézre emlékeztet. 
Lemezei szabadon állók, kihasasodók. Színük okkerbarna vagy rozsdabarna, élük fehéres.
Tönkje 10-20 cm magas és 1-2,5 cm vastag. Orsó alakú, kissé gyökerező. Színe a gallér felett fehéres, gyenge bordákkal, alatta halvány ibolyás, barnás, több nyálkás sávval.
Spórapora rozsdabarna. Spórája mandula formájú, rücskös, mérete 12-16 x 7-10 µm.

### Hasonló fajok
A nyálkástönkű pókhálósgombával vagy a zsemlebarna pókhálósgombával lehet összetéveszteni.  

## Elterjedése és termőhelye
Eurázsiában, Észak-Afrikában és Észak-Afrikában honos.  
Lombos és vegyes erdőkben él, többnyire bükk, tölgy vagy nyír alatt. Nyáron és ősszel terem. 
Ehető, de mérgező pókhálósgombákkal összetéveszthető.  

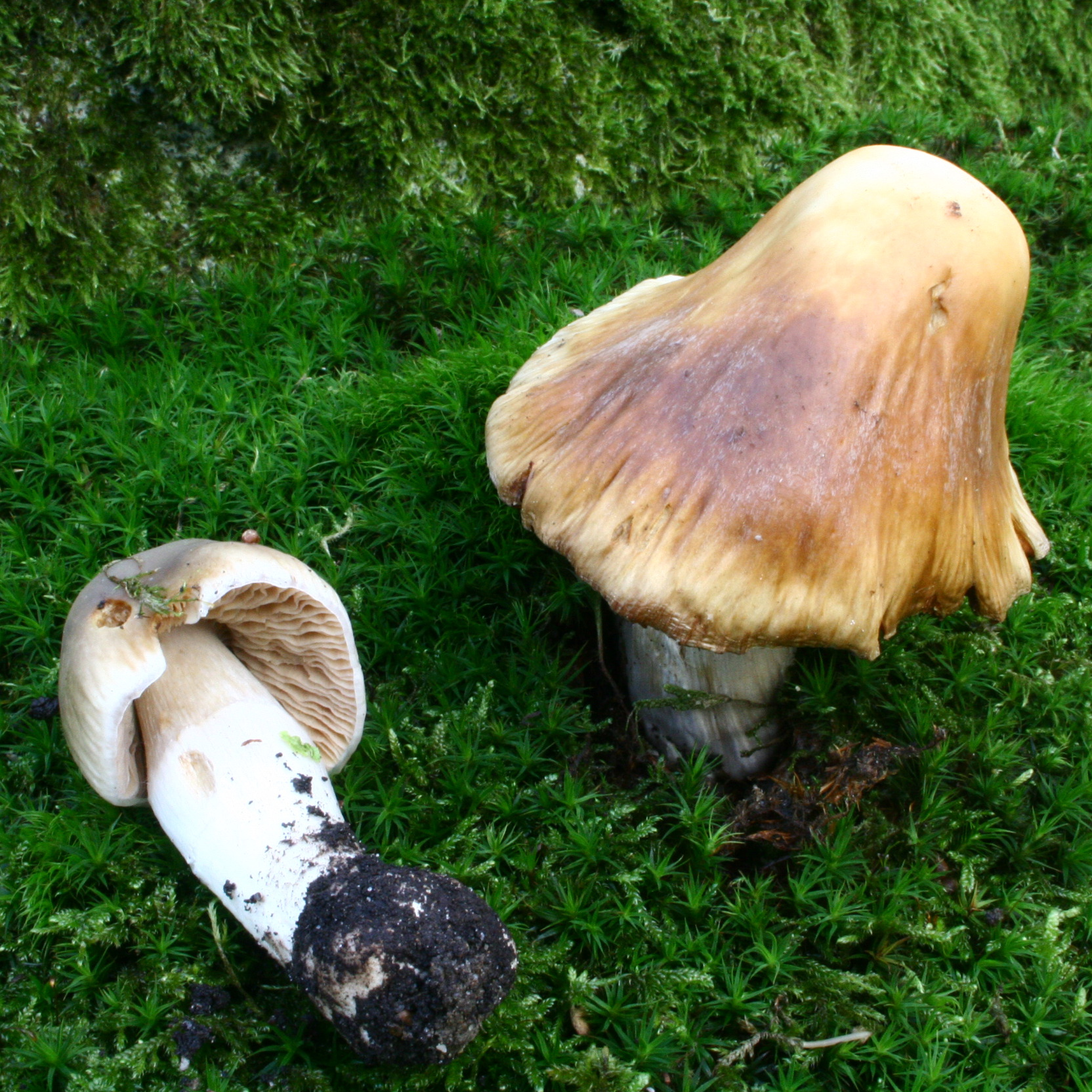
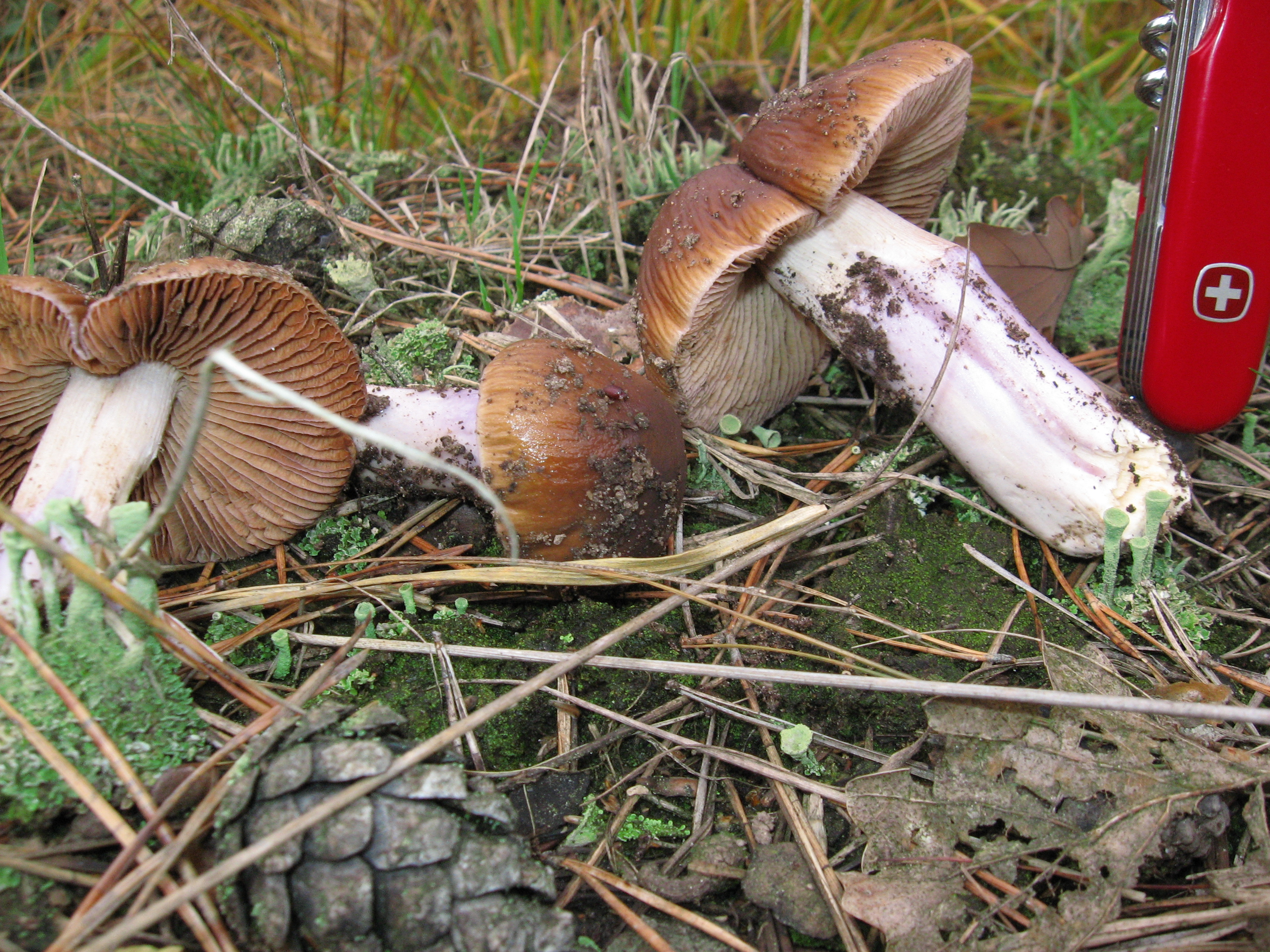
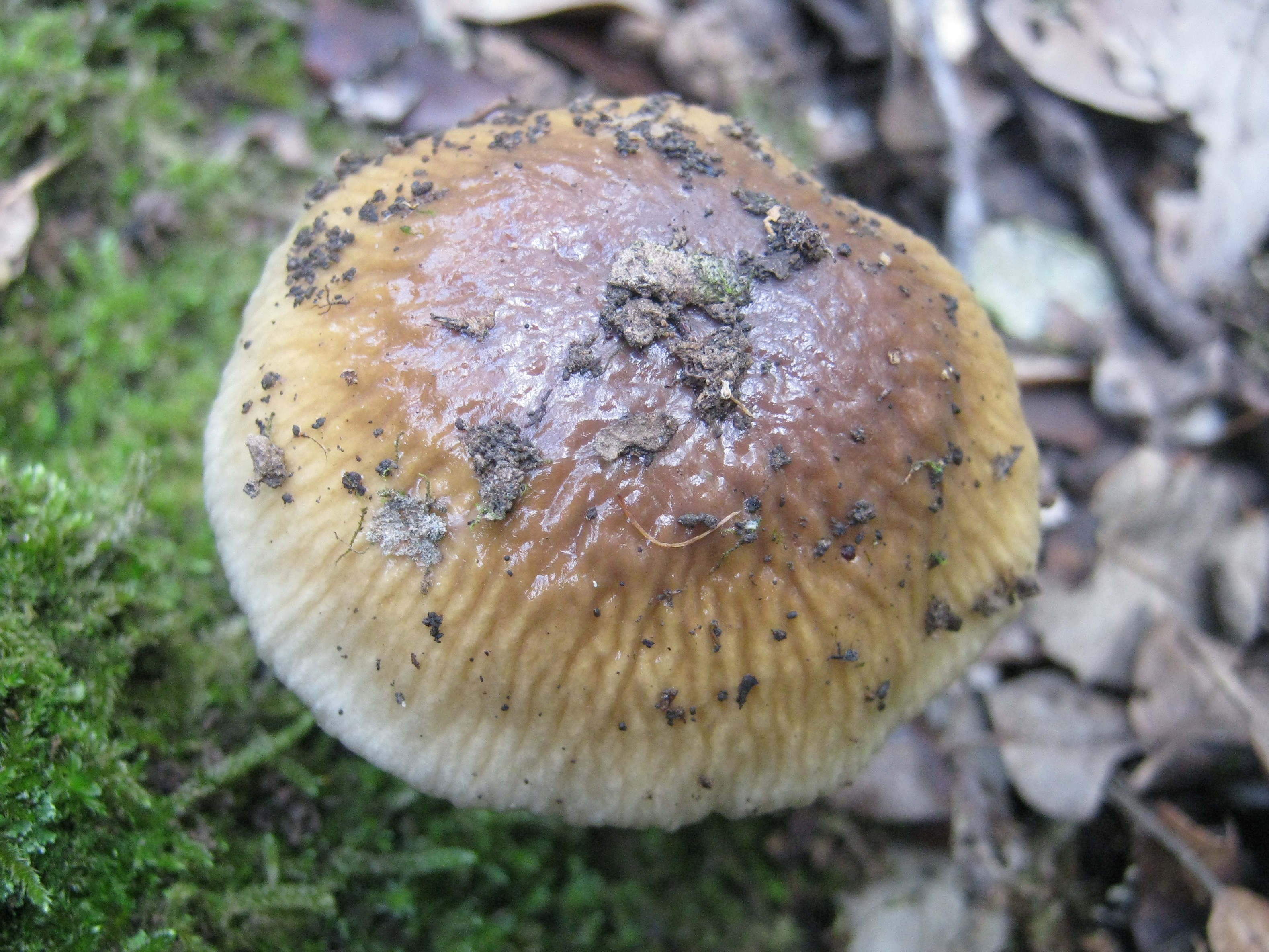
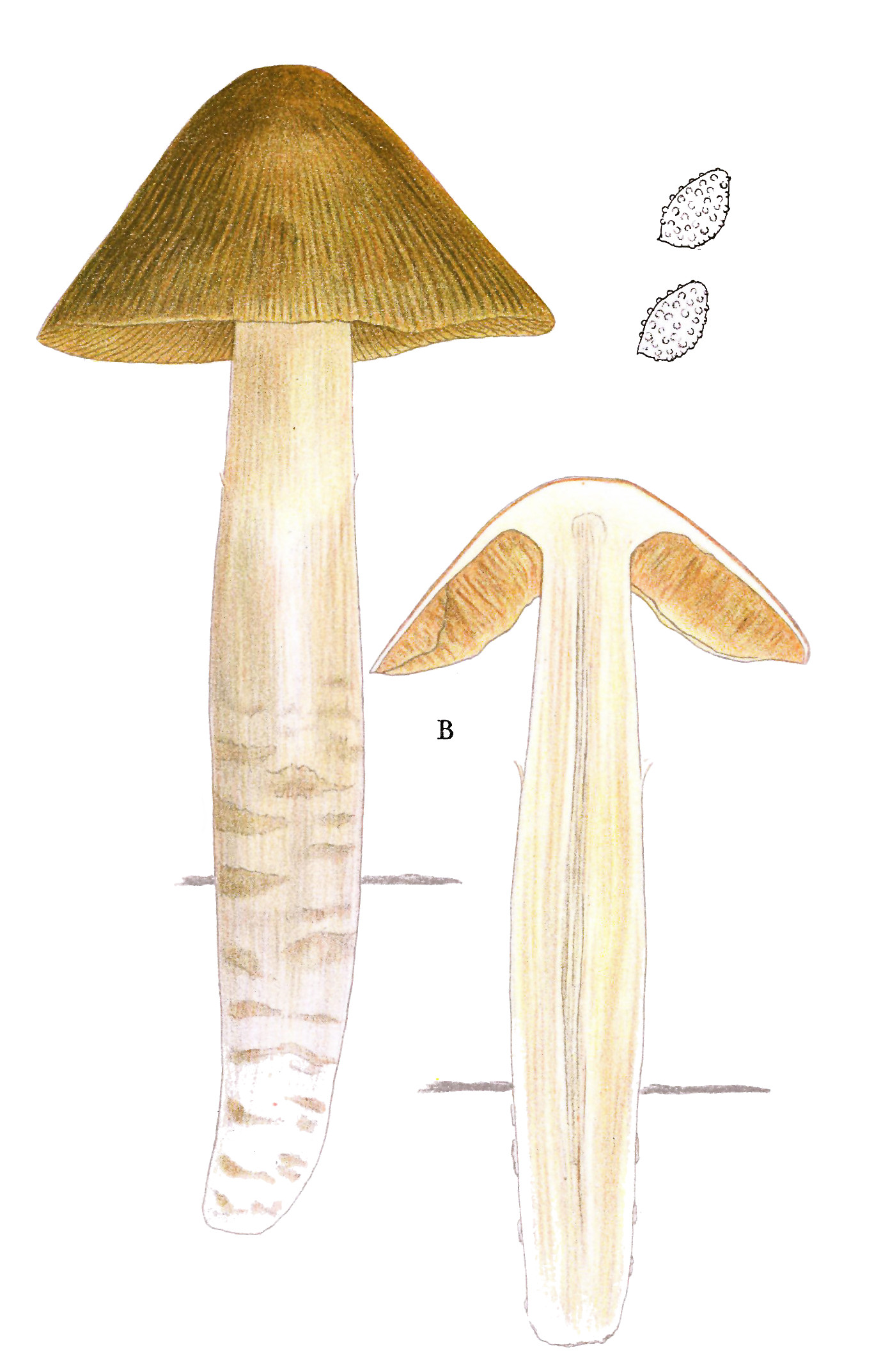